# Eric Thal
Eric Thal (Niskayuna, 10 agosto 1965) è un attore statunitense.

## Biografia
Nato a Niskayuna da Joan, una casalinga, e Herbert L. Thal, Jr., un ingegnere elettrico, è il più giovane di cinque figli. A 14 anni ha iniziato a esibirsi come prestigiatore e a studiare recitazione. Durante l'adolescenza ha imparato a suonare chitarra, pianoforte e batteria. Ha svolto diversi lavori tra cui cameriere, operaio edile, custode e massaggiatore, prima di debuttare come attore cinematografico nel 1991. Tra le pellicole più importanti a cui ha partecipato si ricordano Un'estranea tra noi e 6 gradi di separazione. In televisione si è fatto apprezzare per la parte maschile principale nella miniserie Sansone e Dalila. 

## Filmografia

### Cinema
- Una estranea fra noi (A Stranger Among Us), regia di Sidney Lumet (1992)
- La pistola nella borsetta (The Gun in Betty Lou's Handbag), regia di Allan Moyle (1992)
- 6 gradi di separazione (Six Degrees of Separation), regia di Fred Schepisi (1993)
- Il terrore dalla sesta luna (The Puppet Masters), regia di Stuart Orme (1994)
- Joe's So Mean to Josephine, regia di Peter Wellington (1996)
- Illusioni (Wishful Thinking), regia di Adam Park (1997)
- La neve cade sui cedri (Snow Falling on Cedars), regia di Scott Hicks (1999)
- Down - Discesa infernale (Down), regia di Dick Maas (2001)
- Mouth to Mouth, regia di Alison Murray (2005)
- The Good Guy, regia di Julio DePietro (2009)

### Televisione
- Sansone e Dalila (Samson and Delilah), regia di Nicolas Roeg (1996) - miniserie TV
- Il matrimonio di Shelby (The Wedding), regia di Charles Burnett (1998) - miniserie TV
- The $treet - serie TV, 1 episodio (2000)
- Law & Order: Criminal Intent - serie TV, 2 episodi (2001-2006)
- Ed - serie TV, 1 episodio (2002)
- Law & Order - Unità vittime speciali (Law & Order: Special Victims Unit) - serie TV, 1 episodio (2003)